# Контрнаступление Восточного фронта
Контрнаступление Восточного фронта — крупномасштабное наступление Восточного фронта РККА весной-летом 1919 года против Восточного фронта Русской армии.

## Предыстория
На Восточном фронте и красные, и белые готовились наступать весной 1919 года, но белые ударили первыми. Их операции в марте-апреле 1919 года привели к стратегическому прорыву в центре фронта. Командование большевиков было вынуждено перебросить на восток стратегические резервы: 2-ю стрелковую дивизию и две стрелковые бригады, также в распоряжение командования красного Восточного фронта поступила заканчивавшая формирование в Казани 35-я стрелковая дивизия.
Однако у красного командования была в запасе Южная группа войск под командованием Михаила Фрунзе. По первоначальному плану ей предназначалась основная роль в наступлении; когда определилась ситуация, сложившаяся в результате наступления белых, Фрунзе прекратил начавшееся было своё наступление и произвёл перегруппировку войск, укрепив свой левый фланг (которому белые угрожали выйти в тыл) и создав стратегический резерв. 9 апреля в подчинение Фрунзе была дополнительно передана 5-я армия.

## Планы советского командования
10 апреля, после совещания в Казани, была издана директива Реввоенсовета Восточного фронта, согласно которой Южной группе надлежало «разбить ударом с юга на север силы противника, продолжающие теснить 5-ю армию, собрав для этого кулак в районе Бутулук-Сорочинская-Михайловская». Далее указывалось на необходимость приостановить продолжавшийся отход частей 5-й армии на Бугурусланском и Бузулукском направлении, но не за счёт сил, предназначенных для главного удара, а при помощи частей, формируемых в Самаре. Одновременно с этой директивой была образована Северная группа армий (объединившая 2-ю и 3-ю армии) под общей командой командарма 2-й армии В. И. Шорина; ей была поставлена задача разбить армию генерала Гайды. Разграничительная линия между группами армия была проведена через Бирск, Чистополь и устье Камы.

## Расположение войск перед началом советского контрнаступления
На Пермском и Сарапульском направлениях против 37 тысяч красных бойцов действовало 33 тысячи белых; в районе прорыва фронта у белых было 40 тысяч бойцов против 24 тысяч у красных. Армия Ханжина, заняв 16 апреля Бугуруслан, растянулась на фронте в 250—300 км; на этом фронте от устья Вятки до Бугуруслана у белых веерообразно двигалось пять дивизий. Сильно отстав, левее Ханжина двигалась армейская группа Белова, задержанная на Оренбургском направлении энергичными действиями 1-й красной армии.

## Замысел Фрунзе
Фрунзе решил сосредоточить ударную группу в районе Бузулука и ударить по левому флангу противника. Тем временем 5-я армия должна была остановить продвижение белых на Бугуруслан. Объектом действий являлась живая сила противника, ибо её разгром означал разрешение всех прочих задач.
В связи с общей обстановкой командование фронтом перенаправило часть резервов, ранее предназначавшихся для Фрунзе, на фронтальное прикрытие Волги. Тем временем фронт белых принял форму уступов справа, причём эти уступы не находились в боевой связи между собой. В сложившейся ситуации Фрунзе принял решение громить уступы противника поодиночке. Главный ударный кулак Фрунзе получил название Туркестанской армии.
19 апреля решение Фрунзе было оформлено следующим образом: 1-я армия, перейдя в наступление, должна сковать VI корпус противника, обеспечивая тем самым Туркестанскую армию справа. Туркестанская армия должна совместно с 5-й армией разбить противника и отбросить его Бугурусланскую группу (то есть III корпус) на север, отрезая её от сообщения с Белебеем. Конница Туркестанской армии ведёт разведку между III и VI корпусами противника, держит связь с 1-й армией и наносит удар по тылам III корпуса белых. 5-я армия атакует противника с фронта с задачей овладения Бугурусланом.
Тем временем командование фронта решило при помощи задержанных подкреплений, ранее предназначенных для Фрунзе, нанести ещё один вспомогательный удар, чтобы взять в клещи части II корпуса белых под Сергиевском.
Угроза Чистополю заставила командование Восточного фронта активизировать Северную группу своих армий, в результате чего 3-я армия получила задачу перейти не позднее 29 апреля в наступление с целью разбить противника, находящегося западнее реки Кама.

## Операции
Тем временем белые продолжали наступление. Генерал Белов после ряда неудачных атак на Оренбург с фронта решил ввести в дело свой резерв — IV корпус генерала Бакича. Этот корпус должен был, переправившись через реку Салмыш у Имангулова, содействовать захвату Оренбурга с севера и, в случае удачи, продвинувшись на Ново-Сергиевское, завершить окружение 1-й красной армии совместно с V и VI корпусами белых. Однако Гай сумел перегруппироваться, и в ходе трёхдневного сражения с 22 по 25 апреля разбил группу Белова, почти полностью уничтожив две её дивизии, причём остатки IV корпуса перешли на сторону красных. В результате обнажились тыловые коммуникации наступавшей на Белебей армии Ханжина, а красная 1-я армия получила оперативную свободу.
Однако армия Ханжина продолжала наступление. 25 апреля белые заняли село Челны вблизи Сергиевска, что поставило под угрозу узловую станцию Кинель на тыловой железнодорожной коммуникации всей Южной группы. В тот же день пал Чистополь. Эти события побудили командование Восточным фронтом приказать Южной группе перейти в наступление, не дожидаясь даже окончательного сосредоточения Туркестанской армии. На Чистопольском направлении было приказано перейти в наступление правому флангу 2-й армии для возвращения Чистополя.

### Бугурусланская операция
28 апреля в бою юго-восточнее Бугуруслана красными были наголову разбиты 11-я и 6-я пехотные дивизии белых. Тем не менее из-за больших расстояний это не сразу сказалось на общем положении: II корпус белых продолжал наступление, взяв 27 апреля Сергиевск.
Для скорейшего воздействия манёвра ударной группы на силы противника командование Восточным фронтом распорядилось сместить на Симбирском и Самарском направлениях ось наступления Туркестанской армии к западу, нацелив её на Бугульму, а правый фланг 5-й армии — на станцию Шалашниково. Таким образом, фронт ударной части Южной группы перестраивался с северо-восточного на северо-западное направление. 4 мая части 5-й армии овладели Бугурусланом. Тактический успех белых на Бугульминском направлении не мог компенсировать угрозу охвата II корпуса с фланга и тыла, и уже 5 мая белым пришлось очистить Сергиевск и начать общий спешный отход на Бугульму. 4 мая белые оставили Чистополь и начали отход на восток, однако на участке 2-й армии Сибирская армия Гайды вынудила 28-ю стрелковую дивизию красных уйти за реку Вятка.
Исходя из складывающейся обстановки, 6 мая Фрунзе принял новый план по полному окружению противника, В связи с этой угрозой, белые очистили Бугульму, куда красная 5-я армия вступила 13 мая.

### Белебейская операция
Новый командующий красным Восточным фронтом А. А. Самойло решил использовать 5-ю армию для содействия Северной группе красных армий. 10 мая 5-я армия перешла в непосредственное подчинение командования Восточным фронтом, и ей было приказано после занятия Бугульмы перестроить свой фронт в северо-восточном направлении, чтобы в дальнейшем двинуться на помощь 2-й армии.
17 мая Самойло дал новую директиву, определившую крутой поворот главных сил 5-й армии на север; одновременно должны были перейти в наступление 2-я и 3-я красные армии. Однако так как узел сопротивления в районе Белебея ещё не был ликвидирован, то в распоряжение Фрунзе из состава 5-й армии были переданы 25-я и 2-я стрелковые дивизии. 25-я дивизия получила задачу охвата Белебея с севера, 1-я и Туркестанская армии действовали по прежнему плану Фрунзе. Под угрозой охвата белые 17 мая очистили Белебей и беспорядочно отошли за реку Белую по направлению к Уфе. Однако, недооценивая масштабы поражения противника, Самойло 18 мая остановил преследование Южной группы армий. Фрунзе не согласился с этим, и 19 мая Самойло издал директиву о продолжении преследования.
Благополучное завершение Бебелейской операции развязало руки командованию Южной группы красных армий, дав возможность усилить войска, действовавшие в Оренбургской и Уральской областях.

### Уфимская операция
По окончании Бугльминско-Белебеевской операции командование Восточного фронта поставило Южной группе задачу: продолжая преследование противника овладеть Уфимско-Стерлитамакским районом (сам Стерлитамак был 28 мая занят конницей 1-й армии), подавить восстание в Оренбургской и Уральской областях и прочно обеспечить за собой эти области. Содействие Южной группе должна была оказать 5-я армия. Командование Южной группой для выполнения полученной задачи запланировало взятие противника в клещи силами 5-й армии с севера и силами Туркестанской и 1-й армий с юга. Белые тем временем сосредотачивали ударный кулак в 6 пехотных полков у устья реки Белой ниже Уфы, в свою очередь планируя взять в клещи фланги Турестанской армии.
25 мая Южная группа красных войск получила приказ об общем переходе в наступление начиная с 28 мая. Эта задержка дала белым возможность оправиться и перегруппироваться. 28 мая ударная группировка белых переправилась через реку Белая, но уже 29 мая была разбита 5-й красной армией. Выполняя директивы командования, 5-я армия 30 мая форсировала реку Белая и 7 июня взяла Бирск, чем оказала влияние на ход событий на фронте 2-й красной армии.
В ночь с 7 на 8 июня части 25-й стрелковой дивизии Южной группы красных войск переправились через реку Белая у станции Красный Яр. Развивая успех, командование ввело в действий свой резерв — 31-ю стрелковую дивизию, и 9 июня красными войсками была занята Уфа. Белые сумели продержаться на реке Белая выше Уфы до 16 июня, когда начался общий отход армии Ханжина на восток.

### Сарапуло-Воткинская операция
Успехи 5-й красной армии вызвали отход белых, что позволило 2-й красной армии быстро продвинуться на Сарапул и Ижевский завод.

## Итоги и последствия
Разгром белых армий на южном и центральном участках фронта создал предпосылки для форсирования красными армиями Уральского хребта, и обесценил продвижение белых на северном участке фронта, создав угрозу тыловым коммуникациям северной группы войск белых.